# 億万笑者!〜S-1バトルへの道〜
『億万笑者! 〜S-1バトルへの道～』（おくまんしょうしゃ エスワンバトルへのみち）は、2009年4月7日から2010年3月23日まで日本テレビ系列で放送されていたバラエティ番組である。ソフトバンクモバイルの一社提供番組。

## 内容
- 2009年10月まで、携帯電話会社ソフトバンクモバイル主催のS-1バトルに関する情報と、吉本芸人がキャラクターに扮してインタビューに答える企画「多事笑論」の2本立てで番組は進行していく。
- 2009年11月より以前の『クギづけ 投稿動画ハイスクール』スタイルに戻った。

## リニューアル後のコーナー
- 芸人ビンタ選手権

## 出演者

### レギュラー
- 板尾創路（リニューアル後はスケジュールの関係上VTR出演が多い）
- オリエンタルラジオ（中田敦彦・藤森慎吾）

### 多事笑論で登場した主な芸人
- なだぎ武（ザ・プラン9）
- 中川礼二（中川家）
- 友近
- 高橋茂雄（サバンナ）
- 秋山竜次（ロバート）

## スタッフ
- ナレーター：吉村崇（平成ノブシコブシ）
- 構成：東野博昭、上野耕平、たちばなひとなり、はりせ
- TM：江村多加司
- 編集：増田直人（ザ・チューブ）
- MA：中村裕子（ザ・チューブ）
- 美術：日本テレビアート
- 音響効果：石見知哉
- 編成：鯉渕友康、土谷幸弘
- 宣伝：高木明子
- デスク：川渕惠子
- AP：利光ともこ、中山薫
- AD：西岡正純、栃原智、岡繁文
- ディレクター：福島伸次郎、松本真、廣田健介、大崎義宏、才藤仁、小石重蔵、竹内信吾、三井真由子
- 演出：長久弦
- プロデューサー：宮本誠臣、安島隆(以前は、編成担当)、稲冨聡、菊井徳明、伊藤実枝子
- チーフプロデューサー：松崎聡男
- 協力：GUTS、セドナ・ブラザーズ・プロダクション
- 制作協力：吉本興業、AX-ON
- 製作著作：日テレ

## ネット局
| 放送対象地域   | 放送局              | 放送曜日及び放送時間         | 放送日時の遅れ |
| -------------- | ------------------- | ---------------------------- | -------------- |
| 関東広域圏     | 日本テレビ（NTV）   | 火曜 0:59 - 1:29（月曜深夜） | 制作局         |
| 宮城県         | ミヤギテレビ（MMT） | 火曜 0:59 - 1:29（月曜深夜） | 同時ネット     |
| 新潟県         | テレビ新潟（TeNY）  | 火曜 0:59 - 1:29（月曜深夜） | 同時ネット     |
| 中京広域圏     | 中京テレビ（CTV）   | 火曜 0:59 - 1:29（月曜深夜） | 同時ネット     |
| 近畿広域圏     | 読売テレビ（ytv）   | 火曜 0:59 - 1:29（月曜深夜） | 同時ネット     |
| 広島県         | 広島テレビ（HTV）   | 火曜 0:59 - 1:29（月曜深夜） | 同時ネット     |
| 香川県・岡山県 | 西日本放送（RNC）   | 火曜 0:59 - 1:29（月曜深夜） | 同時ネット     |
| 福岡県         | 福岡放送（FBS）     | 火曜 0:59 - 1:29（月曜深夜） | 同時ネット     |
| 北海道         | 札幌テレビ（STV）   | 火曜 1:29 - 1:59（月曜深夜） | 同日30分遅れ   |